# 刘铁城
刘铁城（1929年—），男，河北涿州人，中国药用植物学家，曾任中国医学科学院药用植物资源开发研究所研究员。